# For Reasons Unknown
For Reasons Unknown este al zecelea single al trupei de rock alternativ The Killers, respectiv ultimul single de pe al doilea album, Sam's Town. A fost lansat drept cel de-al patrulea single de pe album în Marea Britanie pe data de 25 iunie 2007.
A atins locul 53 în Marea Britanie și nu a petrecut decât o săptămână în UK Top 75. A fost numărul 78 în Topul 100 al celor mai bune cântece, realizat în Asia. Brandon Flowers a declarat că promovarea pentru acest single nu a fost atât de puternică, explicând că patru single-uri erau deja prea mult pentru un album.
Ca un amănunt interesant, atunci când melodia e interpretată în concerte, basistul Mark Stoermer cântă la chitară, în timp ce vocalistul Brandon Flowers cântă la chitară bas.

## Lista melodiilor

### CD
1. „For Reasons Unknown” - 3:31
2. „Romeo and Juliet” (Live at Abbey Road Studios) - 5:25

### 7"
1. „For Reasons Unknown” - 3:31
2. „Sam's Town” (Live at Abbey Road Studios) - 5:25

## Despre videoclip
Videoclipul este filmat în alb și negru și îi arată pe membrii trupei călare prin deșert, apoi relaxându-se pe șezlonguri; din timp în timp, sunt intercalate imagini cu trupa interpretând cântecul, în timp ce în fundal peisajul se mișcă cu repeziciune, dând impresia că formația ar zbura prin aer. Clipul nu duce lipsă de cadre stranii: la un moment dat, capul lui Flowers e atașat la corpul unei păsări pe care colegii de trupă au pus-o la rotisor.

## Poziții în topuri
- 53 (UK Singles Chart)